# Non cambi mai
Non cambi mai è un singolo del cantautore italiano Mameli insieme ai rapper italiani Blind e Nashley, pubblicato il 16 aprile 2021.

## Descrizione
Il singolo rappresenta una continua lotta interiore: da una parte la voglia di scoprire, dall’altra la paura di perdersi.

## Tracce
Testi di Mario Castiglione, Francesco Lima, Nashley Rodeghiero, musiche di Mameli, Simone "SimonSays" Privitera.
1. Non cambi mai (feat. Blind, Nashley) – 3:09